# Police (Croatie)
Cet article concerne la ville. Pour l'institution, voir Police croate.
Police est un village de la municipalité de Klanjec (comitat de Krapina-Zagorje) en Croatie. Au recensement de 2011, le village comptait 235 habitants.